# Balkan (planina)
Planina Balkan (ili Balkan, bug.: Стара планина/Stara planina; u starogrčkom jeziku Αίμος je planina u Bugarskoj i istočnom dijelu Srbije. Po njoj je svoje ime dobio proturječni zemljopisni politički pojam "Balkan".

## Zemljopis
Planina Balkan je približno 600 km duga i nalazi se na sjeveru Bugarske. Planina je prema jugu strma. Najviši vrh zove se Botev po Hristu Botevu (2376 m).
Na zapadu planina Midžor čini prirodnu granicu između Srbije i Bugarske.
Istočni dio gorja Balkana nosi ime Udvoj-planina (bug. Удвой планина). Na istoku je najviši vrh Sveti Ilija. Balkan završava kod rta Emine na Crnome moru.

## Gospodarstvo
Na višim predjelima se uglavnom uzgajaju ovce. U dolinama je glavna gospodarska grana šumarstvo. U plodnim nizinama stanovništvo se uglavnom bavi ratarstvom. 
Osim toga se tamo nalaze nalazišta lignita.

## Vanjske poveznice
- Regional tourist association
- Stara Planina  Arhivirana inačica izvorne stranice od 29. prosinca 2008. (Wayback Machine)
- Stara Planina Gallery  Arhivirana inačica izvorne stranice od 13. ožujka 2016. (Wayback Machine)
- Balkan Mountains Image Gallery
- -Stara Planina (Old Mountain)
- Photo Gallery Stara planina (Old Mountain)